# Reuzenschildhagedis
De reuzenschildhagedis (Matobosaurus validus) is een hagedis die behoort tot de familie schildhagedissen (Gerrhosauridae).

## Naam en indeling
De Nederlandstalige naam reuzenschildhagedis slaat op het feit dat het de grootste soort is uit de familie. Ook in andere talen wordt hiernaar verwezen, zoals de Engelse naam 'giant plated lizard'.
De soort werd voor het eerst wetenschappelijk beschreven door Smith in 1849. De soort behoorde lange tijd tot het geslacht van de echte schildhagedissen (Gerrhosaurus) en staat in de literatuur veelal bekend onder de verouderde naam Gerrhosaurus validus.
De wetenschappelijke geslachtsnaam Matobosaurus betekent vrij vertaald 'hagedis van Matobo'. De naam Matobo betekent in de Afrikaanse taal Ndebele 'kale koppen' en slaat op het landschap van granietrotsen die als koppen boven het maaiveld uitsteken. De soortaanduiding validus betekent vrij vertaald 'sterk'.
De verwante soort Matobosaurus maltzahni werd lange tijd als een ondersoort van de reuzenschildhagedis beschouwd maar wordt sinds 2013 als een aparte soort erkend. In veel literatuur is echter nog de oude situatie weergegeven. Matobosaurus maltzahni komt voor in Angola en Namibië en vaak worden deze landen genoemd als deel van het verspreidingsgebied van de reuzenschildhagedis. Sinds de splitsing van Matobosaurus maltzahni in 2013 komt de soort daar echter niet meer voor.

## Uiterlijke kenmerken

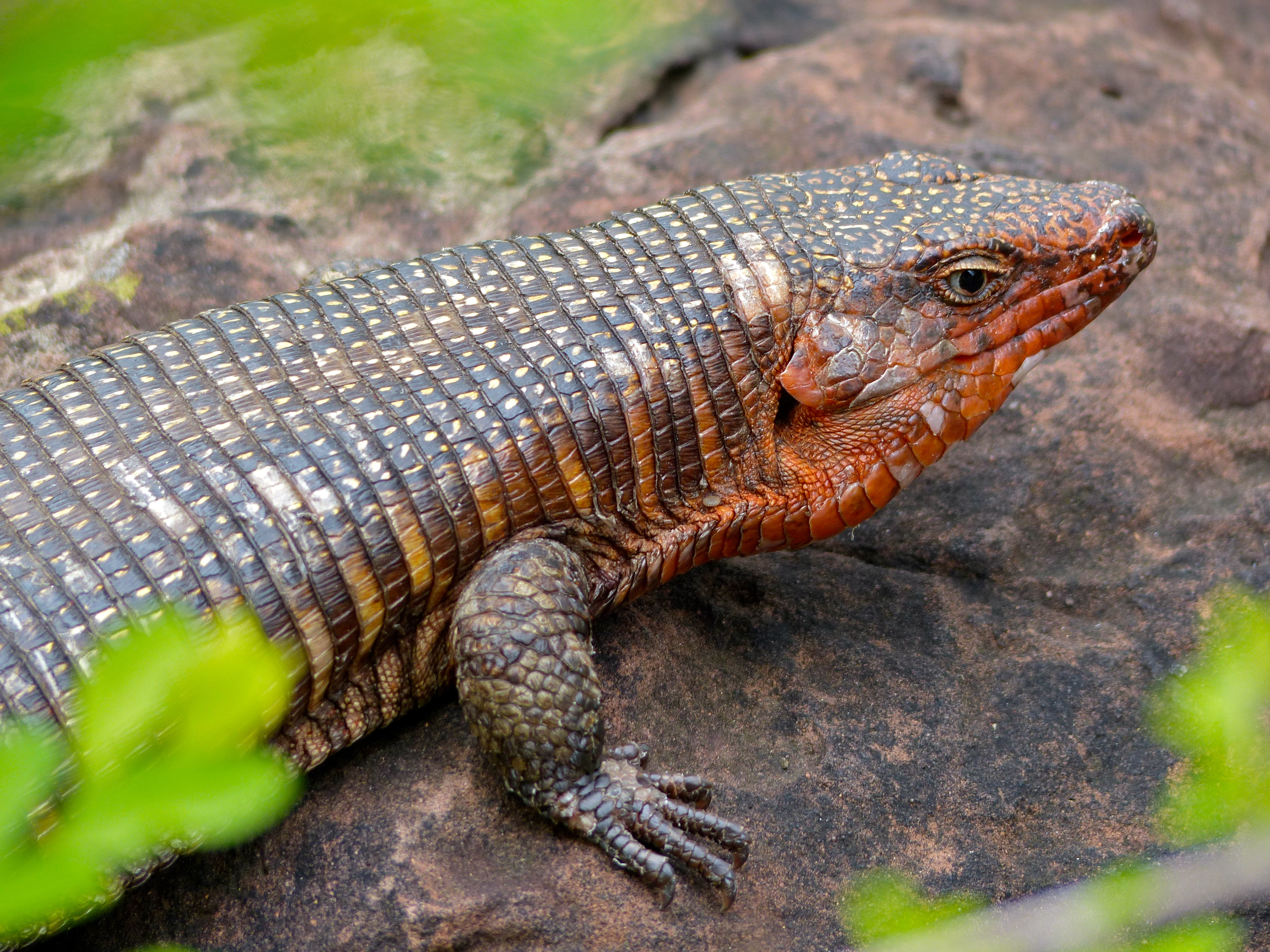
Een exemplaar uit Zuid-Afrika.

De reuzenschildhagedis kan een lichaamslengte bereiken tot ongeveer 35 centimeter en inclusief de lange staart wordt het dier bijna 70 cm lang. Het is hiermee de grootste soort van alle schildhagedissen. Het lichaam kan erg dik worden en is dan bijna rond in doorsnede. Wat betreft lengte en het lichaamsgewicht is de hagedis te vergelijken met een kleine varaan. De schubben zijn in rijen gelegen en vormen een stevig pantser. Onder de schubben zijn beenplaatjes (osteodermen) gelegen die het pantser nog harder maken. Het lichaam is hierdoor erg stijf en aan de onderzijde van iedere flank is een huidplooi aanwezig waardoor het lichaam uit kan zetten voor het ademhalen, het opnemen van voedsel en bij de vrouwtjes kan het lichaam dikker worden tijdens de zwangerschap.
De lichaamskleur is bruin, soms zijn twee gele strepen aan de bovenzijde van de flanken aanwezig. Volwassen dieren hebben donkere schubben aan de bovenzijde en de kop, met ieder een kleine lichtere tot gele vlek. Bij de jongere dieren zijn deze vlekken groter, juvenielen vallen daarnaast op door de gele dwarsbanden aan de flanken.
Mannetjes zijn van vrouwtjes te onderscheiden doordat ze een bredere staartbasis hebben. De mannetjes krijgen in de paartijd een paarse kleur aan de zijkanten van de kop, kin en keel.
Een sterk gelijkende soort is de Soedanese schildhagedis (Broadleysaurus major), die ongeveer even groot wordt en dezelfde kleuren heeft. De Soedanese schildhagedis is echter makkelijk te onderscheiden door de sterk gekielde schubben.

## Verspreiding, habitat en bescherming

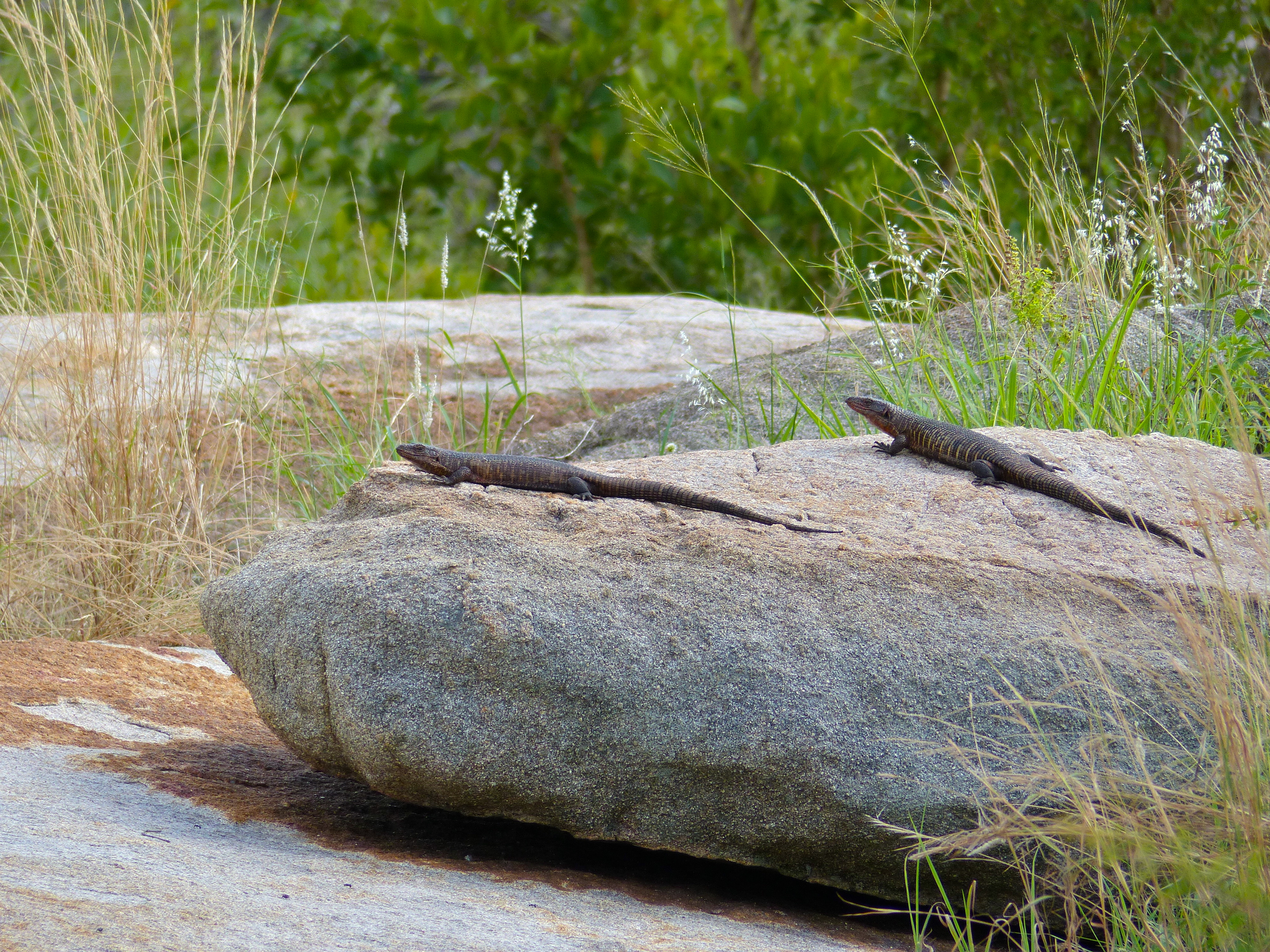
De hagedis leeft op de rotsen in zanderige streken.

De hagedis komt voor in delen van zuidelijk Afrika en leeft in de landen Botswana, Malawi, Mozambique, Swaziland, Zambia, Zimbabwe en Zuid-Afrika. De habitat bestaat uit rotsachtige streken zoals graslanden savannen. De hagedis prefereert begroeide biotopen met een zanderige bodem om in te graven.
De reuzenschildhagedis is populair als exotisch huisdier in een terrarium en in dierentuinen en wordt over de gehele wereld gehouden. In tegenstelling tot veel andere reptielen kan de soort vrij tam worden. De hagedis kan echter erg groot worden en heeft een grote behuizing nodig van meerdere vierkante meters. In gevangenschap aangeboden dieren worden vaak geïmporteerd uit Mozambique.
De reuzenschildhagedis komt plaatselijk algemeen voor en wordt niet beschouwd als bedreigd. De soort is door de internationale natuurbeschermingsorganisatie IUCN niet opgenomen in de lijst van bedreigde dieren.

## Levenswijze
De reuzenschildhagedis graaft een hol tussen de rotsen die als vaste schuilplaats wordt gebruikt. Bij gevaar en 's nachts wordt het hol betreden. De rest van de dag brengt het dier zonnend op een rots door of zoekend naar voedsel in de nabijheid van het hol.
Op het menu staan vooral dieren zoals insecten en andere ongewervelden maar ook kleine gewervelde dieren worden gegeten. Voorbeelden zijn kleine hagedissen en jonge landschildpadden. Daarnaast worden ook plantendelen gegeten zoals bessen, fruit en bloemen.
Deze soort is eierleggend, er worden twee tot vijf witte, zachtschalige eieren afgezet per keer. Meestal worden er vier eieren geproduceerd. De eieren worden in een rotsspleet afgezet en worden vervolgens door het vrouwtje bedekt met een laag aarde. Het vrouwtje bewaakt de eieren tot ze bijna uitkomen. De jongen blijven enige tijd in de buurt van de ouderdieren, ze groeien langzamer als ze gescheiden worden. De jongen en adulten vormen een soort familiegroep waarbij zelfs is waargenomen dat de jongen een zonnebad nemen op het lichaam van de volwassen dieren. Bij andere groepen hagedissen blijven de jongen juist zoveel mogelijk uit de buurt van volwassen dieren omdat ze anders worden opgegeten.